# Musée des Beaux-Arts (Tournai)

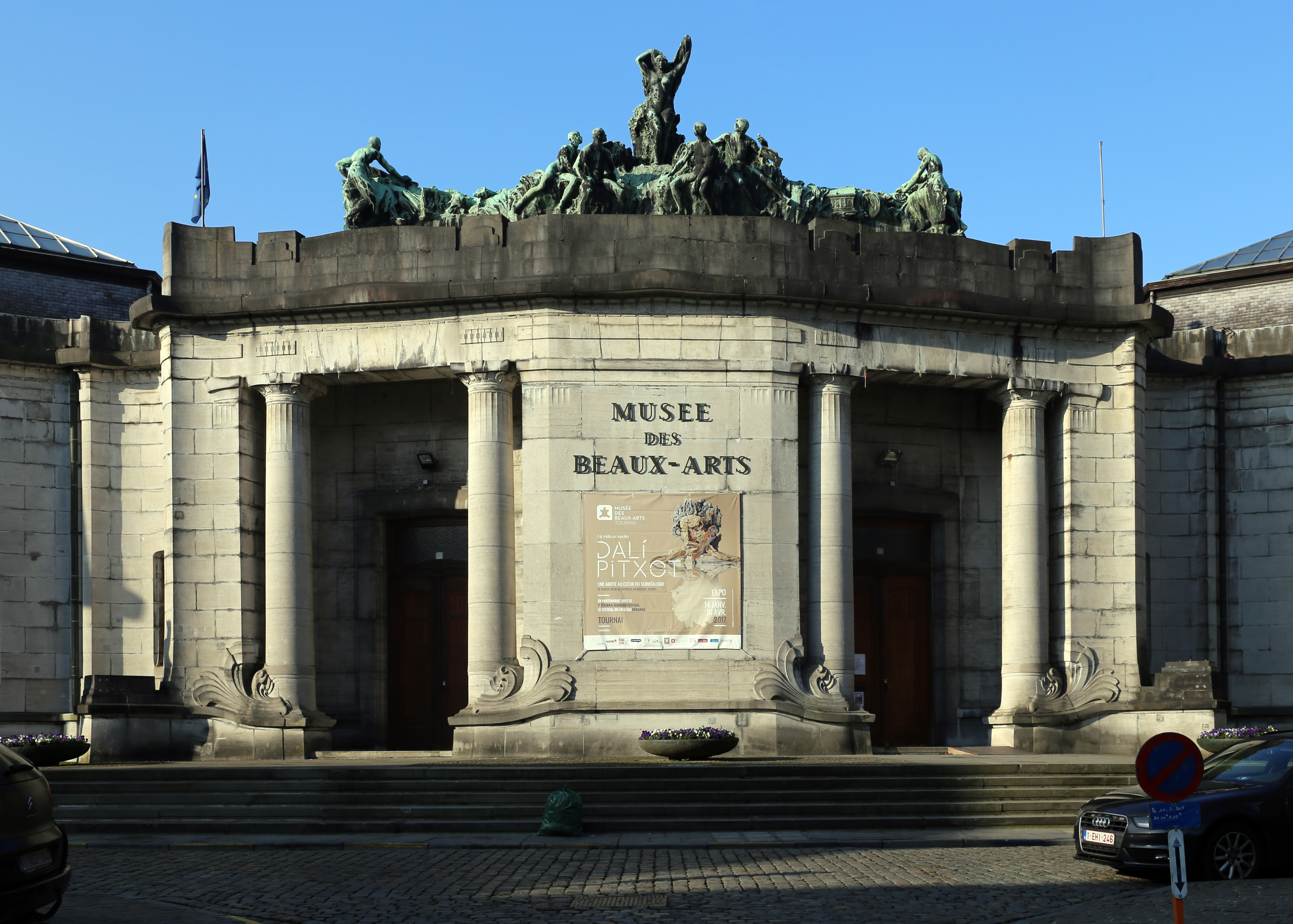
Musée des Beaux-Arts Tournai

Das Musée des Beaux-Arts (deutsch: Museum der Schönen Künste) beherbergt die Gemälde- und Skulpturensammlung der belgischen Stadt Tournai.

## Geschichte

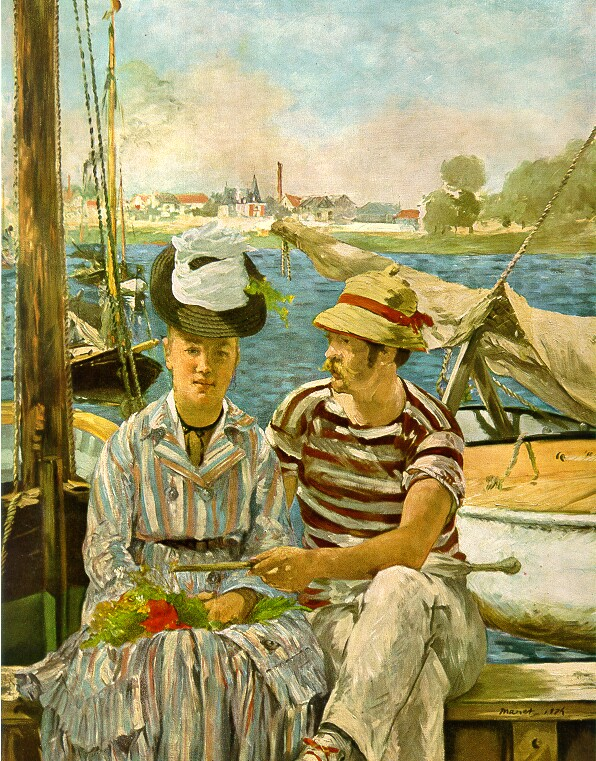
Edouard Manet: Argenteuil

Die Sammlung des belgischen Malers, Mäzens und Kunstsammlers Henri van Cutsem (1839–1904) bildet den Kern des Musée des Beaux-Arts. Sein Erbe, der Bildhauer Guillaume Charlier (1854–1958) vermacht diese Sammlung der Stadt Tournai, wo sie ab 1905 im Rathaus ausgestellt wurde. Der Erste Weltkrieg verzögerte zunächst eine Lösung zur besseren Präsentation der Kunstwerke. Die Einweihung des vom Jugendstilarchitekten Victor Horta entworfenen Museums fand am 17. Juni 1928 statt. Neben der Sammlung van Cutsem, gelangten auch ältere Bestände der Stadt Tournai, sowie später weitere Schenkungen in das Museum.

## Sammlung
Zu den 700 Kunstwerken, die sämtlich in Sälen mit natürlichem Oberlicht zu sehen sind, gehören Bilder der altniederländische Malerei bis hin zu Künstlern des 20. Jahrhunderts. Von dem in Tournai geborenen Rogier van der Weyden besitzt das Museum eine Madonna mit Kind und zeigt darüber hinaus in einer didaktischen Ausstellung sämtliche Werke des Künstlers als Reproduktion in Originalgröße. Weitere Bilder alter Meister im Museum sind eine Landschaft mit drei Personen von Jan Brueghel der Ältere, die Vogelfalle von Pieter Brueghel der Jüngere, das Porträt des Barthelemy Alatruye und das Porträt der Marie de Pacy des Meisters von Flémalle, das Porträt des Herzog von Bouillon von Charles Lebrun, eine Madonna mit Kind von Amboise Francken, zwei Blumenstillleben von Jan van Kessel sowie Arbeiten von Abel Grimmer, Joris van Son und Helmont van Mathieu. Unklar sind die Schöpfer zweier Bilder, die Jacob Jordaens bzw. Hieronymus Bosch zugeschrieben werden.
Besonders umfangreich ist der Bestand an Gemälden von der Mitte des 19. Jahrhunderts bis zum beginnenden 20. Jahrhundert. Zu den Meisterwerken aus der Sammlung van Cutsem gehören zwei Bilder von Edouard Manet. Neben Beim Père Lathuille, im Freien ist auch sein 1875 im Pariser Salon ausgestelltes Gemälde Argenteuil im Museum zu sehen. Weiterhin zeigt das Museum von Claude Monet eine Ansicht von Cap Martin, von Georges Seurat Les Bas-Butin, Honfleur, von Jules Bastien-Lepage die Erstkommunion und den schlafenden Hirten und von Henri Fantin-Latour neben zwei Blumenstillleben ein Porträt der Madamoiselle Budgett.
Die belgische Malerei ist im Museum vertreten durch Franz Courtens, Guillaume Van Strydonck, Alfred de Knyff, Theodore Verstraete, Louis Gallait, Hippolyte Boulenger, Charles Degroux und Henri de Braekeleer. Zu den bekannteren Künstlern dieser Abteilung gehören Fernand Khnopff, von dem ein Rosen betiteltes Porträt einer Dame im Museum zu sehen ist. Von Théo van Rysselberghe zeigt das Museum Das Bad und von James Ensor ein Frühwerk mit dem Titel Ententeich.

## Ausgestellte Werke

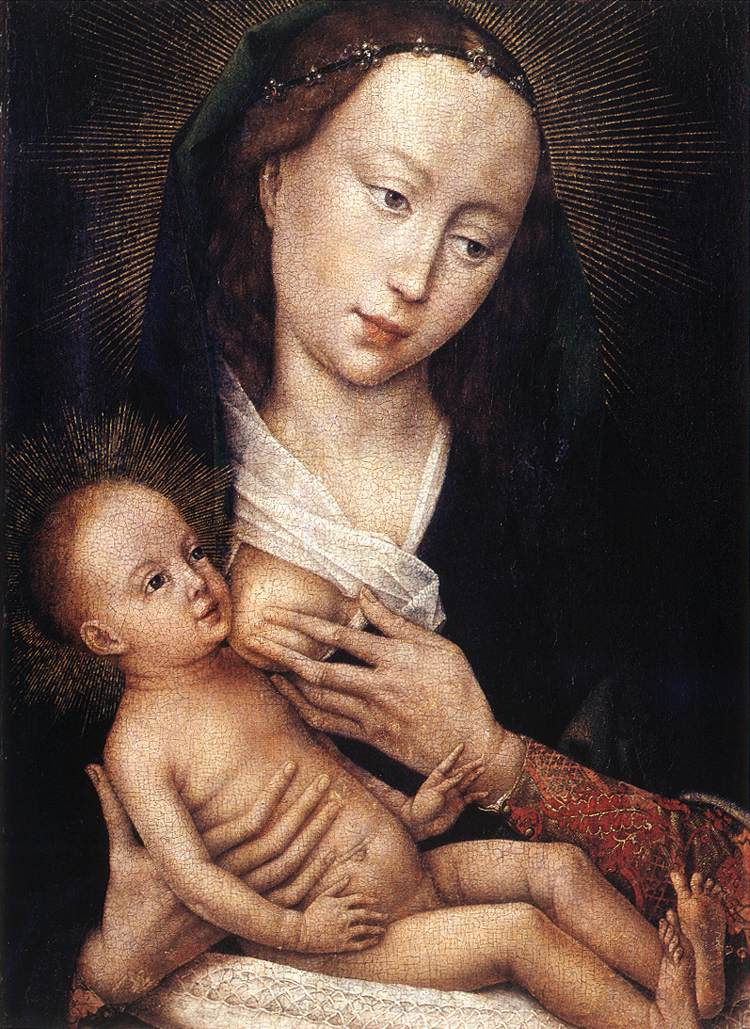
Rogier van der Weyden: Madonna mit Kind
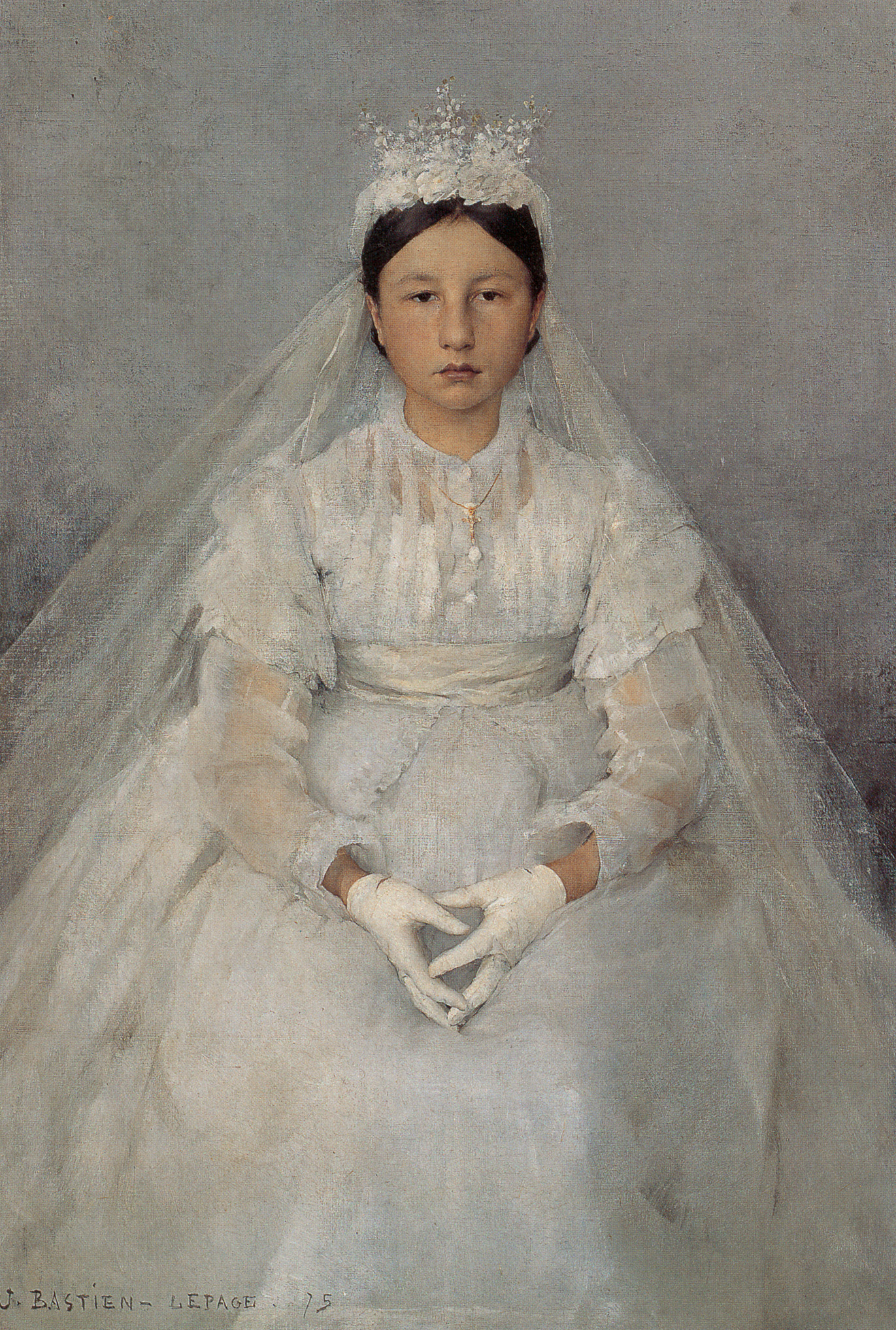
Jules Bastien-Lepage: Die Erstkommunion
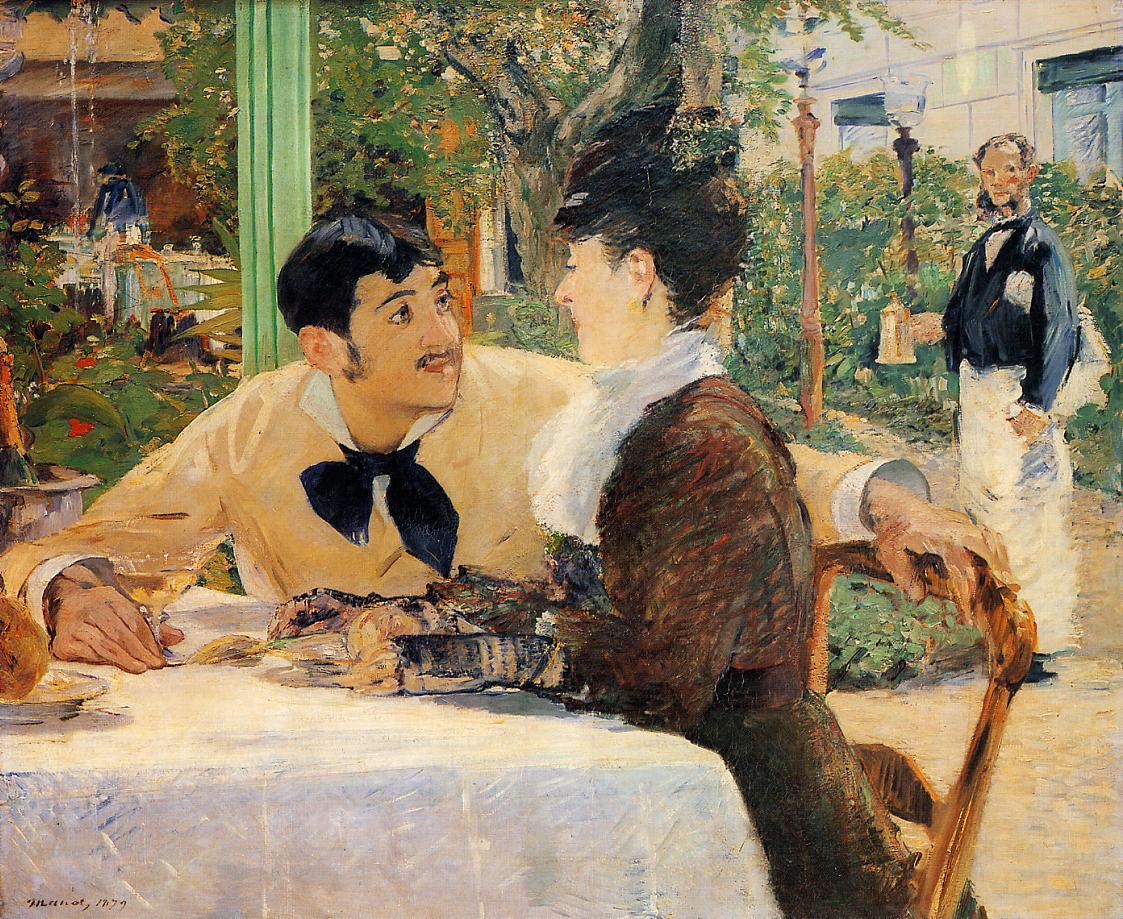
Edouard Manet: Beim Père Lathuille
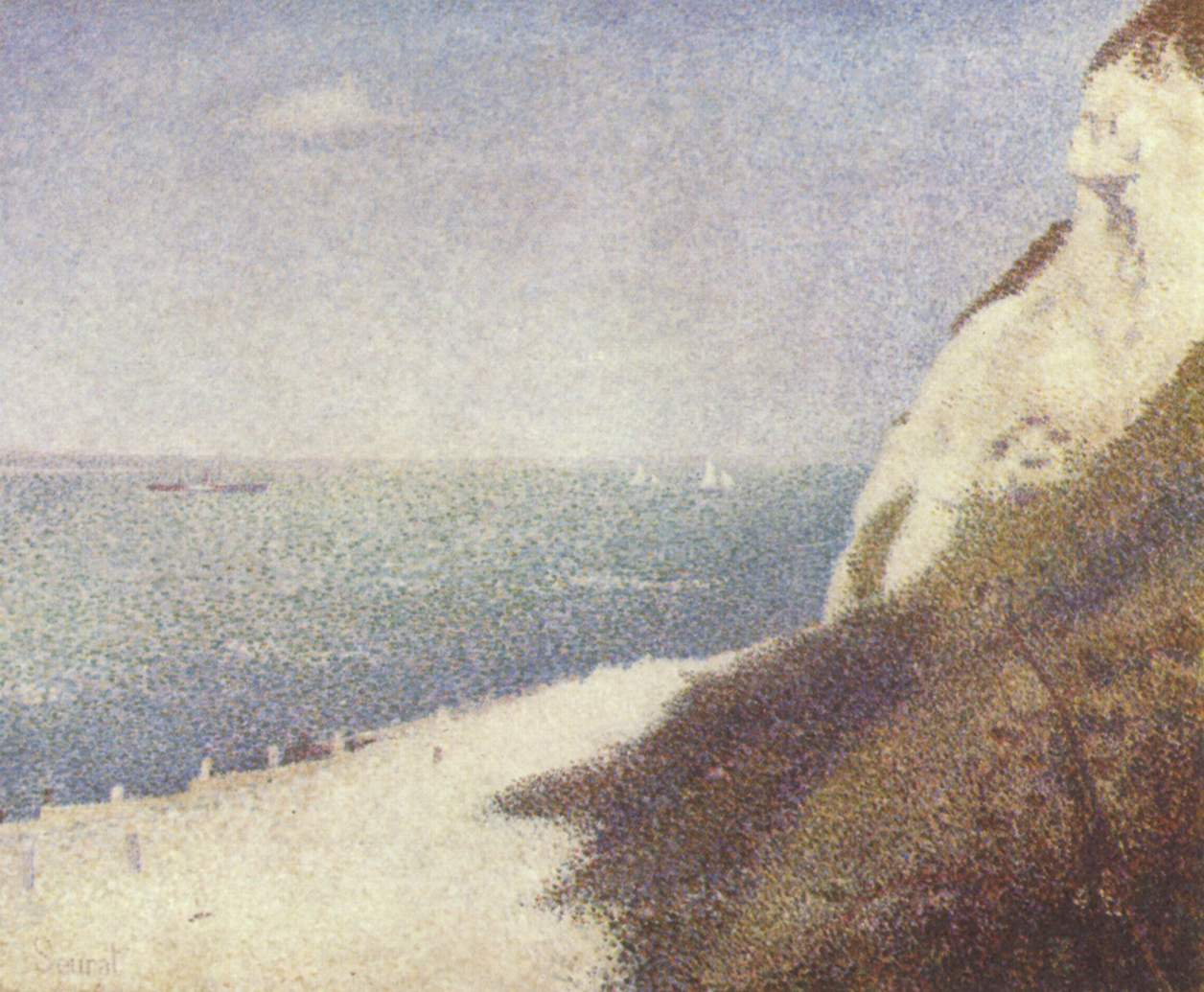
Georges Seurat: Les Bas-Butin, Honfleur